# モーリス・フィッツジェラルド (第6代リンスター公爵)
第6代リンスター公爵モーリス・フィッツジェラルド（英語: Maurice FitzGerald, 6th Duke of Leinster、1887年3月1日 – 1922年2月4日）は、イギリスの貴族。

## 生涯
第5代リンスター公爵ジェラルド・フィッツジェラルドと妻ハーマイオニー・ウィルヘルミナ（Hermione Wilhelmina、旧姓ダンクーム（Duncombe）、1864年3月30日 – 1895年3月19日、初代フェヴァーシャム伯爵ウィリアム・アーネスト・ダンクームの娘）の長男として、1887年3月1日にキルキー城で生まれた。1893年12月1日に父が死去すると、わずか6歳でリンスター公爵位を継承した。イートン・カレッジで教育を受けた。
1902年8月9日、国王エドワード7世の戴冠式に出席した。
1908年から1922年までジョン・ドナルド・ポロックが第6代リンスター公爵の医師を務めた。
1922年2月4日、生涯未婚のままエディンバラの精神病院で死去、弟エドワードが爵位を継承した。